# Ieldraan
Ieldraan melkshamensis
Genre
Espèce
Ieldraan est un genre éteint de grands crocodyliformes marins de la famille des métriorhynchidés et de la sous-famille des géosaurinés ayant existé au Jurassique moyen (Callovien), il y a environ 165 Ma (millions d'années). Ses fossiles sont connus uniquement en Angleterre.
Une seule espèce est rattachée au genre, Ieldraan melkshamensis, décrite par Davide Foffa (d), Mark T. Young (d) et leur équipe en 2107.

## Découverte
Le seul fossile est constitué d'un crâne fragmentaire avec une branche de mandibule préservés dans une septaria.

## Description
Ieldraan se rapproche du genre Geosaurus, en particulier par la fine ornementation de son crâne,. Sa présence dans le Callovien (à la fin du Jurassique moyen) montre que, contrairement à ce qui était admis précédemment, les Geosaurini ont évolué et se sont diversifiés avant le Kimméridgien supérieur (Jurassique supérieur), soit environ une douzaine de millions d'années plus tôt,.

## Classification
L'analyse phylogénétique conduite par Foffa et ses collègues, place Ieldraan en groupe frère de Geosaurus au sein de la tribu des Geosaurini, dont il est le plus ancien représentant connu.

## Publication originale
- (en) Davide Foffa, Mark T. Young, Stephen L. Brusatte, Mark R. Graham et Lorna Steel, « A new metriorhynchid crocodylomorph from the Oxford Clay Formation (Middle Jurassic) of England, with implications for the origin and diversification of Geosaurini », Journal of Systematic Palaeontology, Taylor & Francis, vol. 16, no 13,‎ 2 octobre 2017, p. 1123-1143 (ISSN 1477-2019 et 1478-0941, DOI 10.1080/14772019.2017.1367730).